# Абай (Мактааральский район)
Абай (каз. Абай, с 2016 по 2021 годы — Жалын) — село в Мактааральском районе Туркестанской области Казахстана. Входит в состав Жамбылского сельского округа. Код КАТО — 514447200.

## Население
В 1999 году население села составляло 223 человека (109 мужчин и 114 женщин). По данным переписи 2009 года, в селе проживало 4159 человек (2047 мужчин и 2112 женщин).